# تريفولزيو (بافيا)
تريفولزيو (بالإيطالية: Trivolzio)‏ هي بلدة تقع في مقاطعة بافيا بإقليم لومبارديا في شمال إيطاليا. تبلغ مساحة هذه المدينة 3.9 (كم²)، وترتفع عن سطح البحر 97 م، بلغ عدد سكانها 1333 نسمة في عام 2004 حسب إحصاء المعهد الوطني للإحصاء.

## السكان
في سنة 1861 بلغ عدد السكان 656 نسمة، وتطور العدد ليصل في سنة 2011 لـ 2٬036 نسمة.
يظهر هذا المخطط البياني تطور النمو السكاني لـ تريفولزيو (بافيا)